# Yerisbel Miranda Llanes
Yaniela Forgas Moreno est une joueuse d'échecs cubaine née en 1987, grand maître international féminin depuis 2022.
Au 1er juin 2023, elle est la troisième joueuse cubaine avec un classement Elo de 2 268 points.

## Biographie et carrière
Maître international féminin en 2011, Yerisbel Miranda Llanes remporta le Championnat de Cuba d'échecs en 2017.
Elle a représenté Cuba lors du championnat du monde féminin d'échecs de novembre 2018 disputé à Khanty-Mansiïsk où elle fut éliminée au premier tour par Nana Dzagnidzé et de la Coupe du monde d'échecs féminine 2021 disputée à Sotchi où elle fut éliminée au premier tour par la Kazakhe Bibisara Assaubayeva. 
Dans les compétitions par équipe, elle a participé à l'olympiade féminine de 2018 (marquant 7 points sur 8 au cinquième échiquier) et à l'olympiade féminine de 2022, au deuxième échiquier de l'équipe féminine de Cuba qui finit 19e de la compétition.
Elle reçoit le titre de grand maître international féminin en 2022.